# Березівка (Рівненський район)
Бере́зівка (до 1957 року — Мала Харуча) — село у складі Великомежиріцької сільської громади (раніше у складі Іванівської сільської ради) Рівненського району Рівненської області; населення — 264 особи.

## Походження назви
- Історичної: «Харуча» — від «Харко»[2] (зменшена форма чоловічого імені Харитон), вочевидь, так звали першого поселенця; «Мала» — на противагу селу Велика Харуча (тепер — Колодіївка).
- Сучасної: від «береза» — лісове білокоре дерево з тоненьким довгим гіллям і серцеподібним листям[3]

## Історія
- 1623 — перша письмова згадка[4].
- 1897 — 19 будинків, 272 мешканці[5].

У 1906 році село Межиріцької волості Рівненського повіту Волинської губернії. Відстань від повітового міста 50 верст, від волості 5. Дворів 46, мешканців 279.

## Населення

### Мова
Розподіл населення за рідною мовою за даними перепису 2001 року:
| Мова       | Кількість | Відсоток |
| ---------- | --------- | -------- |
| українська | 260       | 98.48%   |
| російська  | 2         | 0.76%    |
| білоруська | 2         | 0.76%    |
| Усього     | 264       | 100%     |

## Архітектура
- Церква Св. Параскеви П'ятниці.

## Уродженці
- Хрисанф (Чепіль) (1937—2011), єпископ РПЦ, митрополит В'ятський та Слобідський.

## Автошляхи
- Т 1812 (7 км на захід від села).